# 1999 XR13
1999 XR13 är en asteroid i huvudbältet som upptäcktes den 5 december 1999 av LINEAR i Socorro County, New Mexico.
Asteroiden har en diameter på ungefär 38 kilometer.